# Liste des émissions d'On est en direct
Cette page présente la liste des émissions ainsi que les noms des invités et les audiences de l'émission de télévision française On est en direct présentée par Laurent Ruquier.

## List des émissions
| Jour et horaire de diffusion | Audience moyenne          | Audience moyenne | Invités | Réf.              |
| Jour et horaire de diffusion | Nombre de téléspectateurs | Part de marché   | Invités | Réf.              |
| Saison 1                     | Saison 1                  | Saison 1         | Saison 1 | Saison 1          |
| ---------------------------- | ------------------------- | ---------------- | --- | ----------------- |
| Samedi 26 septembre 2020     | 805 000                   | 13,3 %           | Bernard Campan, Isabelle Carré, Pierpoljak, Tibz, Éric Dupond-Moretti, Kheiron, Catherine Ringer, André Comte-Sponville, Miguel Bonnefoy | [ 1 ]             |
| Samedi 3 octobre 2020        | 805 000                   | 10,9 %           | Amélie Mauresmo, Olivia Ruiz, Jacques Weber, Pierre Palmade, Laurent Petitmangin, Booder, Charles de Vilmorin, Hervé, Michel Boujenah | [ 2 ]             |
| Samedi 10 octobre 2020       | 829 000                   | 13,0 %           | José Garcia, Philippe Lacheau, Jean-Pierre Chevènement, Patricia Chalon, Michel Cymes, Véronique Genest, Jean Teulé, Aloïse Sauvage, Sébastien Chadaud-Pétronin | [ 3 ]             |
| Samedi 17 octobre 2020       | 608 000                   | 9,8 %            | Dominique Besnehard, Élisabeth Tanner, Grégory Montel, Thibault de Montalembert, Nicolas Maury, Liliane Rovère, Alice Coffin, Melody Gardot, Ariane Ascaride, Michèle Bernier, Nicolas Mayer-Rossignol, Frédéric Worms, Hervé Le Tellier | [ 4 ]             |
| Samedi 24 octobre 2020       | 790 000                   | 9,1 %            | Maïwenn, Doully, Laura Laune, Valérie Mairesse, Daniel Russo, Anne Roumanoff, Dave | [ 5 ]             |
| Samedi 31 octobre 2020       | 788 000                   | 9,2 %            | Ambroise et Xavier, Constance Dollé, Samuel Labarthe, Oriane Jeancourt-Galigani, Dany Brillant, Franck Ferrand, Mathieu Sapin, Chimène Badi | [ 6 ]             |
| Samedi 7 novembre 2020       | 725 000                   | 10,7 %           | Hugues Aufray, Agathe Lecaron, Katherine Pancol, Vianney, Maxime Gasteuil, Mehdi Kerkouche, Clou, Laura Domenge, Marion Creusvaux, Julien Pestel, Philippe Douste-Blazy, Nicolas Bedos | [ 7 ]             |
| Samedi 14 novembre 2020      | 1 190 000                 | 16,1 %           | Roselyne Bachelot, Grand Corps Malade, Carla Bruni, Marina Kaye, Léa Salamé, David Foenkinos, Paul Taylor | [ 8 ]             |
| Samedi 21 novembre 2020      | 930 000                   | 12,7 %           | Line Renaud, Philippe Geluck, Arsène Wenger, Chloé Delaume, Lilian Thuram, Nicoletta, Alliel, Philippe Croizon, Adda Abdela, Melha Bedia, Karim Duval | [ 9 ]             |
| Samedi 28 novembre 2020      | 850 000                   | 11,0 %           | Thierry Lhermitte, Gérard Jugnot, Kendji Girac, Baptiste Ventadour, Marlène Schiappa, Karine Giébel, Anne Fulda, Helena Noguerra, Alex Vizorek, Aline Le Guluche, Édouard Cortès | [ 10 ]            |
| Samedi 12 décembre 2020      | 887 000                   | 13,9 %           | Adil Rami, Tony Parker, Sophie Davant, Mohammed Aïssaoui, Antoine Duléry, Daniel Prévost, Gringe, Rod Paradot, Débora Kahn—Sriber, Dadju, Morgane Imbeaud, Les Décaféinés | [ 11 ]            |
| Samedi 9 janvier 2021        | 935 000                   | 14,7 %           | Karine Lacombe, Philippe Besson, Philippe Charlier, Maurice Barthélemy, Martin Solveig, Laura Calu, Julien Essome, François-Régis Gaudry, Nathalie George, Jane Birkin, Abi, Terrenoire | [ 12 ]            |
| Samedi 16 janvier 2021       | 876 000                   | 13,6 %           | Ségolène Royal, Pascal Obispo, Clara Morgane, Denis Lavant, Marc Crépon, Pascal Frey, Vincent Duluc, Ben Mazué, Redouane Bougheraba, Odah et Dako | [ 13 ]            |
| Samedi 23 janvier 2021       | 915 000                   | 11,7 %           | Laurent Voulzy, Ivan Jablonka, Pauline Guéna, Christophe Bourseiller, Sara Forestier, Suzane, Élie Semoun, Mehdi Kerkouche, Paul Ji, Xavier Gorce, Olivier Poels | [ 14 ]            |
| Samedi 30 janvier 2021       | 1 020 000                 | 19,1 %           | Jhon Rachid, Shane Haddad, Arno Klarsfeld, Mario Luraschi,Zed Yun Pavarotti, Calogero, Jean-Luc Mélenchon, Yannick Bestaven, Barbara Pravi | [ 15 ]            |
| Samedi 6 février 2021        | 943 000                   | 13,0 %           | Bruno Le Maire, Gaël Faye, Patrick Mille, Yunice Abbas, Joy Sorman, Constance, Thomas Solivérès, Marie Drucker | [ 16 ]            |
| Samedi 13 février 2021       | 1 010 000                 | 14,2 %           | Sonia Rolland, Yannick Jadot, Kad Merad, Lionel Abelanski, Kimberose, Hugo Marchand, Jonathan Zaccaï, Emma Daumas, Maxime Tabart, Florian Gazan | [ 17 ]            |
| Samedi 20 février 2021       | 838 000                   | 14,3 %           | Anne-France Dautheville, Fabienne Pascaud, Elliott Schonfeld, Boris Cyrulnik, Michel Hazanavicius, Clémentine Célarié, Émilie Mazoyer, Jérémy Frérot, Mathieu Forget, Charles Pasi | [ 18 ]            |
| Samedi 27 février 2021       | 984 000                   | 12,8 %           | Karine Le Marchand, Arnaud Montebourg, Jeanne Cherhal, Thibaut Garcia, Gérémy Crédeville, Valérie Hervo, Olivier Nasti, Mathilde Damoisel, Thomas Dutronc | [ 19 ]            |
| Samedi 6 mars 2021           | 863 000                   | 11,4 %           | Thierry Ardisson, Maïtena Biraben, Michel Onfray, Line Papin, Amir, Bérengère Krief, Hubert Arthaud, Laetitia Saint-Paul, Nicolas Bouchaud, Joseph d'Anvers, Élodie Poux, Scali Delpeyrat | [ 20 ]            |
| Samedi 13 mars 2021          | 782 000                   | 13,2 %           | Tania de Montaigne, Denis Brogniart, Marina Hands, Pablo Mira, Edwy Plenel, Adam Nourou, Arthur Guérin-Boëri, Charlotte Cardin, Izzy, Soan | [ 21 ]            |
| Samedi 20 mars 2021          | 787 000                   | 11,7 %           | Gaëtan Roussel, Amelle Chahbi, Christophe Hondelatte, Stéphane Plaza, Vitaa, Slimane, Michèle Rubirola, Djaïli Amadou Amal, Marc-Antoine Le Bret, Arthur Germain, Antoine Délie, Harold Barbé, Julie Zenatti, Rose | [ 22 ]            |
| Samedi 27 mars 2021          | 739 000                   | 11,8 %           | Jean-Pascal Zadi, Adèle Van Reeth, Mathieu Madénian, Marie Gillain, Boulevard des Airs, Manuel Valls, Maxime Le Forestier, Redouanne Harjane, Thierry Frémaux, Mathieu Des Longchamps | [ 23 ]            |
| Samedi 10 avril 2021         | 928 000                   | 16,1 %           | Camille Lellouche, François Ruffin, Alexia Laroche-Joubert, Michel Field, Mazarine Pingeot, Jonathan Lehmann, Sanaë Lemoine, Jérémie Lippmann, Saam, Jenny Letellier, Valentin Jean | [ 24 ]            |
| Samedi 17 avril 2021         | 943 000                   | 12,9 %           | Philippe Etchebest, Amandine Petit, Youssoupha, Barbara Pravi, Matthieu Ricard, Ilios Kotsou, Alexia Stresi, Yvan Le Quellec, Édouard Louis | [ 25 ]            |
| Samedi 24 avril 2021         | 893 000                   | 13,2 %           | Eddy de Pretto, Sheila, Éric Jean-Jean, Adeline Dieudonné, Odah et Dako, Noëlle Châtelet, Philippe Labourel, Aline Tran, La Femme, André Comte-Sponville | [ 26 ]            |
| Samedi 8 mai 2021            | 953 000                   | 13,8 %           | Spécal 100 ans de la radio :Marc-Olivier Fogiel, Julie Leclerc, Luis Rego, Fabrice, Sophie Garel, Julien Clerc, Julien Courbet, Maryse Gildas, Pascal Praud, Christian Morin, Viviane Blassel, Jean-Bernard Hebey, André Torrent, Pascale Clark, Georges Lang, Léa Salamé, Yves Calvi, Jean-Jacques Bourdin, Matthieu Belliard, Marc Fauvelle, Jérôme Garcin, Jacques Vendroux, Yolaine de La Bigne, Ali Rebeihi, Jacques Mailhot | [ 27 ]            |
| Samedi 15 mai 2021           | 816 000                   | 10,4 %           | Gérard Lanvin, Manu Lanvin, Apolline de Malherbe, Alain Jakubowicz, Anne Parillaud, Rover, Valentin Reinher, Jean-Baptiste Andrea, Jean-Philippe Daguerre, Thomas Leleu | [ 28 ]            |
| Samedi 29 mai 2021           | 685 000                   | 11,0 %           | Benjamin Biolay, Catherine Frot, Marc Levy, Élisa Tovati, Bernard-Henri Lévy, Martin Lamotte Catherine Jacob, Denis Podalydès, Nathan Devers, Guillaume de Tonquédec, Ophélie Winter | [ 29 ]            |
| Samedi 5 juin 2021           | 708 000                   | 11,3 %           | Édouard Philippe, Charlotte de Turckheim, Frédéric Beigbeder, Lola Dubini, Patxi, Sara Forestier, Miguel Bonnefoy, Pascale Robert-Diard, Vincent Macaigne, Laetitia Krupa, Jacob Bourguignon, Karine Marsilly, Édouard Collin, Rosa Bursztein, Joseph Macé-Scaron | [ 30 ]            |
| Saison 2                     |                           |                  | |                   |
| Samedi 4 septembre 2021      | 709 000                   | 11,5 %           | Jean Castex, Karin Viard, Richard Anconina, Alex Vizorek, Hervé, Soren Seelow, Maud Ventura, IAM, Jean-Michel Ribes, Annie Grégorio | [ 31 ]            |
| Samedi 11 septembre 2021     | 816 000                   | 16,8 %           | Josiane Balasko, Jean-Michel Jarre, Camille Chamoux, Eddy de Pretto, Éric Zemmour, Serge Airoldi, Enzo Lefort | [ 32 ]            |
| Samedi 18 septembre 2021     | 771 000                   | 12,3 %           | Daniel Auteuil, Gaël Tchakaloff, Arnaud Ducret, Arnaud Montebourg, Joana Blavoine, Clara Luciani, Paul Larrouturou, Eliot Blondet, Sandra Vanbremeersch, Daniel Buren, Ora-ïto | [ 33 ]            |
| Samedi 25 octobre 2021       | 730 000                   | 11,4 %           | Isabelle Le Nouvel, François Berléand, Niels Arestrup, Chloé Lopes Gomes, Anne Hidalgo, Selah Sue, La Zarra, Guillermo Guiz, Isabelle Alonso, Abel Quentin | [ 34 ]            |
| Samedi 2 octobre 2021        | 814 000                   | 13,2 %           | Jean-Luc Mélenchon, Amanda Lear, Michel Fau, Harry Roselmack, Roselyne Febvre, Arielle Dombasle, Hèlène in Paris, Madame Fraize, Nicolas Diat, Judith Magre, Cyrielle Clair | [ 35 ]            |
| Samedi 9 octobre 2021        | 1 030 000                 | 16,0 %           | Pierre Arditi, Évelyne Bouix, Salomé Lelouch, Christophe Alévêque, Cyril Hanouna, François Bégaudeau, Geoffroy Lejeune, Philippe Torreton, Franck Gastambide, Panayotis Pascot, Woodkid | [ 36 ]            |
| Samedi 16 octobre 2021       | 720 000                   | 12,3 %           | Vincent Lacoste, Benjamin Voisin, Régis Laspalès, Marie-Anne Chazel, Jordan Bardella, Christophe Beaugrand, Soko, Marie-Castille Mention-Schaar, Paul Taylor, Lynda Lemay, Hatik | [ 37 ]            |
| Samedi 23 octobre 2021       | 810 000                   | 12,0 %           | Aissatou Diallo, Pio Marmaï, Cristiana Reali, Les Copines d'abord, Marina Rollman, Eva Rami, Guillaume TC, Marlène Schiappa, François Ruffin | [ 38 ]            |
| Samedi 30 octobre 2021       | 899 000                   | 12,1 %           | Clara Dupont-Monod, Laurent Baffie, Chloé Nabédian, François Hollande, Zaz, Laura Cahen, Myriam Boyer, Thaïs, Nikolas Godet | [ 39 ]            |
| Samedi 6 novembre 2021       | 845 000                   | 11,9 %           | Éric-Emmanuel Schmitt, Nora Hamzawi, Jérôme Fourquet, Dominique Farrugia, Sophie Cluzel, Grand Corps Malade, Léo Walk, Lujipeka, Éric Giacometti, Philippe Francq, Anthony Palou | [ 40 ]            |
| Samedi 13 novembre 2021      | 864 000                   | 14,6 %           | Thomas VDB, Blanca Li, Franz-Olivier Giesbert, Isabelle Carré, Lyes Louffok, Gabriel Attal, Hoshi, Jacques Vendroux, Fabien Olicard | [ 41 ]            |
| Samedi 20 novembre 2021      | 1 060 000                 | 13,5 %           | Michel Cymes, Patrick Timsit, Cécile de France, Emmanuelle Bercot, Fabrice Denis, Yannick Jadot, Yann Arthus-Bertrand, Garou, Sopico, Romain Grosjean, Marion Jollès, Gus | [ 42 ]            |
| Samedi 27 novembre 2021      | 885 000                   | 15,5 %           | Philippe Djian, Antoine de Caunes, Philippe Manœuvre, Fabien Roussel, Clémentine Célarié, Mathieu Madénian, Alexis Michalik, Stephan Eicher, Imany, Théo Curin, Malia Metella, Matthieu Witvoet | [ 43 ]            |
| Samedi 11 décembre 2021      | 838 000                   | 9,9 %            | Philippe Geluck, Fabrice Éboué, Charlotte Gaccio, Charlotte de Turckheim, Bruno Le Maire, Camille Lellouche, Vanille, Michel Zecler, Patrick Mille | [ 44 ]            |
| Samedi 18 décembre 2021      | 1 140 000                 | 17,0 %           | Muriel Robin, Jérémy Ferrari, Diane Leyre, Inès de La Fressange, Christophe Castaner, Baptiste Fache, Yann Couvreur, Jacques Genin, François Perret, Johanna Le Pape, Olivier Bonassies, Offenbach | [ 45 ]            |
| Samedi 8 janvier 2022        | 972 000                   | 13,7 %           | Juliette Binoche, Emmanuel Carrère, David Foenkinos, Florent Peyre, Valérie Pécresse, Canèle Bernard, Frank Berton, Florent Manaudou, Bertrand Uzeel, Le Noiseur | [ 46 ]            |
| Samedi 15 janvier 2022       | 923 000                   | 14,7 %           | Stéphane Guillon, Philippe Besson, Victoria Abril, Robert Ménard, Mathilde Imer, Samuel Grzybowski, Az, Emma Peters, Francis Huster, Franck Ferrand | [ 47 ]            |
| Samedi 22 janvier 2022       | 995 000                   | 14,2 %           | Philippe Poutou, Juliette Armanet, Agnès Verdier-Molinié, Marc Arnaud, François-Xavier Demaison, Reda Kateb, Géraldine Maillet, Charlotte Gainsbourg | [ 48 ]            |
| Samedi 29 janvier 2022       | 987 000                   | 14,3 %           | Valérie Lemercier, Gad Elmaleh, Jean-Michel Blanquer, Marc Lavoine, Charlie, Anne Nivat, Tonino Benacquista | [ 49 ]            |
| Samedi 4 février 2022        | 968 000                   | 13,9 %           | Gérard Darmon, Clotilde Courau, Max Boublil, Frédéric Beigbeder, Edwy Plenel, Angèle, Pierre de Maere, Mélody Mourey, Anne-Sophie Picard, Jordi Le Bolloc'h | [ 50 ]            |
| Samedi 12 février 2022       | 1 040 000                 | 14,1 %           | Michèle Bernier, Kev Adams, Liliane Rovère, Sofiane Zermani, Germain Louvet, Tania Dutel, Asaf Avidan, Barbara Pravi, Mathieu Slama | [ 51 ]            |
| Samedi 19 février 2022       | 884 000                   | 12,8 %           | Stéphane De Groodt, Valérie Bonneton, Niels Schneider, Ana Girardot, Éric Dupond-Moretti, Simon Porte Jacquemus, Philippe Delerm, Martine Delerm, Tibz | [ 52 ]            |
| Samedi 26 février 2022       | 796 000                   | 12,4 %           | Guillaume de Tonquédec, Camille Aguilar, Tom Villa, Évelyne Dhéliat, Hélène Thouy, Jean Lassalle, Léonard Lasry, Mehdi Djaadi, Laeti | [réf. nécessaire] |
| Samedi 5 mars 2022           | 742 000                   | 16,5 %           | Pascal Obispo, Philippe Lacheau, Barbara Schulz, Stéphane Séjourné, Yann Moix, Pierre-Emmanuel Barré, Philippe Rebbot, Alvan & Ahez | [ 53 ]            |
| Samedi 12 mars 2022          | 1 023 000                 | 17,3 %           | Philippe Katerine, Arnaud Tsamere, Nolwenn Leroy, François Alu, Bernard Kouchner, Adèle Rosenfeld | [ 54 ]            |
| Samedi 19 mars 2022          | 1 230 000                 | 16,9 %           | Jean-Paul Gaultier, Kimberose, Lisa Azuelos, Pablo Mira, Vanessa Burggraf, Valentin Chevalier, Sylvie Noachovitch, Jean-Michel Décugis, Skip the Use, Le Cas Pucine | [ 55 ]            |
| Samedi 26 mars 2022          | 1 040 000                 | 12,9 %           | Olivier Véran, Julien Sanchez, Adrien Quatennens, Keren Ann, Antoine Duléry | [ 56 ]            |
| Samedi 2 avril 2022          | 1 140 000                 | 15,0 %           | Mathieu Bock-Côté, Gérard Miller, Jean-Michel Aphatie, Pablo Pillaud-Vivien, Geoffrey LeJeune, Yann Moix, Nathalie Saint-Cricq, Anne Nivat, Patrick Pelloux, Laetitia Krupa, Louis Morin, Alexandre Devecchio, Riss, Benjamin Duhamel, Anne Rosencher, Christophe Barbier, Géraldine Maillet, Sébastien Thoen | [ 57 ]            |
| Samedi 9 avril 2022          | 782 000                   | 10,9 %           | Nicolas Gob, Bilal El Atreby, Isabelle Boulay, Amir, JoeyStarr, AZ | [ 58 ]            |
| Samedi 16 avril 2022         | 785 000                   | 10,6 %           | Best-of | [ 59 ]            |
| Samedi 23 avril 2022         | 842 000                   | 11,8 %           | Michèle Laroque, Kungs, Alexandra Rosenfeld, Claude Zidi Jr., Hector Obalk, Chiloo, Vincent Pourchot, Laurie Delhostal, Daniel Riolo, Karim Bennani, Vikash Dhorasoo, Guy Roux | [ 60 ]            |
| Samedi 30 avril 2022         | 997 000                   | 16,2 %           | Thierry Ardisson, Orlando, Gilles Bouleau, Sabrina Ouazani, Jean-Luc Mélenchon, Valérie Trierweiler | [ 61 ]            |
| Samedi 7 mai 2022            | 603 000                   | 9,1 %            | Best-of | [ 62 ]            |
| Samedi 21 mai 2022           | 760 000                   | 12,3 %           | Artus, Gérard Lanvin, Vérino, Sarah Schwab, Joyce Jonathan, Michal, Daniel Prévost, Anne Rosencher, Nathalie Saint-Cricq, Gérard Miller, Thomas Legrand | [ 63 ]            |
| Samedi 28 mai 2022           | 882 000                   | 6,2 %            | Diffusion dès 21h50. Invités : Louise Ekland, Richard Gasquet, Alexandre Brasseur, Arielle Dombasle, Dave, Slimane, Michaël Gregorio, Audrey Dana, Elsa Zylberstein, Sylvie Testud, Patrick Haudecœur, Maxime D'Aboville, Benjamin Siksou, Nathan Paulin | [ 64 ]            |
| Samedi 4 juin 2022           | 639 000                   | 12,2 %           | Jack Lang, Galia Salimo, Thomas Ngijol, Nicky Doll, Olivia Ruiz, Bérangère Krief, Mathieu Madenian, Sandrine Quetier, Valérie Mairesse, Estéban, Guy Cuevas, Naive New Beaters | [ 65 ]            |

Légende :
- Plus hauts chiffres d'audiences
- Plus bas chiffres d'audiences

## Analyse des audiences
En taux d'audience, l'émission a rassemblé en moyenne 861 000 téléspectateurs pour sa première année, après la création en septembre 2020, soit une part de marché moyenne de 12,7 %. La plupart des audiences sont inférieures de moitié à celle de l'émission précédente sur la même chaîne et à la même heure, On n'est pas couché.